# ۱۴۹۶ (میلادی)
۱۴۹۶ (میلادی) هزار وچهارصد و نود و ششمین سال تقویم میلادی است.

## زادگان
- ۱۲ مه – گوستاو یکم، شاه سوئد و بنیان‌گذار خاندان واسا (د. ۱۵۶۰)
- ۲۳ نوامبر – کلمان مرو، شاعر فرانسوی (د. ۱۵۴۴)